# Branchiura
Argulidae
Sous-classe
Ordre
Famille
Les branchioures (Branchiura) sont des crustacés parasites externes d'animaux aquatiques, essentiellement de poissons, occasionnellement d'amphibiens et d'invertébrés. Ils sont connus sous le nom de « poux de poissons ».

## Liste des genres
Ce groupe ne comporte qu'un seul ordre et une seule famille réunissant 157 espèces en quatre genres.
- Argulus Muller 1785 — eau douce (85 espèces) et mer (44 espèces) — cosmopolite
- Chonopeltis Thule 1900 — eau douce (14 espèces) — Afrique
- Dipteropeltis Calman 1912 — eau douce (1 espèce) — Amérique du Sud
- Dolops Audouin 1837 — eau douce (13 espèces) — Amérique du Sud (sauf 2)